# Diamond Automobile Company (Indiana)
Diamond Automobile Company, vorher Ricketts Automobile Company, war ein US-amerikanischer Hersteller von Automobilen aus Indiana.

## Unternehmensgeschichte
Die Familie Ricketts stammte aus dem Vereinigten Königreich. In den 1900er Jahren war sie in South Bend ansässig. Es gibt Hinweise für eine Automobilproduktion ab 1905, aber keine Belege dafür. Ab Mai 1907 wurden Fahrzeuge beworben. 1908 begann die Produktion von Automobilen für das Modelljahr 1909. 
Der Markenname lautete Ricketts. Die Gründung der Ricketts Automobile Company wird auf 1909 datiert. Thomas Ricketts, der das Unternehmen leitete, starb im Mai 1909. Joseph W. Ricketts folgte als Präsident. Die Verkäufe liefen schlecht. Ricketts meinte, der Name würde als abwertend empfunden. Er änderte im Januar 1910 die Firmierung auf Diamond Automobile Company. Im Februar 1910 änderte er den Markennamen auf RAC, die Initialen der alten Firmierung. Allerdings ist seit 1910 auch der Markenname Diamond überliefert.
Im Oktober 1910 zerstörte ein Feuer in der Lackiererei 32 teilweise fertiggestellte Fahrzeuge. Im Dezember 1910 wurden finanzielle Probleme bekannt. Im Mai 1911 folgte die Insolvenz.
Es gab keine Verbindung zur gleichnamigen Diamond Automobile Company aus Delaware, die ein paar Jahre vorher tätig war.

## Fahrzeuge
Im Angebot standen jeweils ein kleineres Modell mit einem Vierzylindermotor und ein größeres Modell mit einem Sechszylindermotor. Die Motoren kamen von der Brownell Motor Company. Sie trieben über ein Dreiganggetriebe und eine Kardanwelle die Hinterachse an.
1909 hatte das Model D einen Sechszylindermotor mit 50 PS Leistung. Das Fahrgestell hatte 307 cm Radstand. Einziger Aufbau war ein offener Tourenwagen mit sieben Sitzen. Daneben gab es das Model F. Sein Vierzylindermotor war mit 30/35 PS angegeben. Der Radstand betrug 292 cm. Überliefert sind fünfsitziger Tourenwagen, Roadster und fünfsitziger Business Wagon.
Von 1910 bis 1911 wurde das Sechszylindermodell Model G-6 genannt. Der Radstand war auf 338 cm verlängert worden. Das Vierzylindermodell war das Model H. Der Motor leistete nun 35 PS. Der Radstand betrug 307 cm. Zur Wahl standen ein Tourenwagen mit fünf Sitzen, ein Baby Tonneau mit vier Sitzen und ein Roadster mit vier Sitzen.

## Modellübersicht
| Jahr      | Modell  | Zylinder | Leistung (PS) | Radstand (cm) | Aufbau                                                         |
| --------- | ------- | -------- | ------------- | ------------- | -------------------------------------------------------------- |
| 1909      | Model D | 6        | 50            | 307           | Tourenwagen 7-sitzig                                           |
| 1909      | Model F | 4        | 30/35         | 292           | Tourenwagen 5-sitzig, Roadster, Business Wagon 5-sitzig        |
| 1910–1911 | Model G | 6        | 50            | 338           | Tourenwagen 7-sitzig                                           |
| 1910–1911 | Model H | 4        | 35            | 307           | Tourenwagen 5-sitzig, Baby Tonneau 4-sitzig, Roadster 4-sitzig |